# Miles Robinson
Miles Robinson (Arlington, 14 marzo 1997) è un calciatore statunitense, difensore dell'FC Cincinnati e della nazionale statunitense.

## Caratteristiche tecniche
È un difensore centrale.

## Carriera
Ha esordito fra in MLS il 7 aprile 2018 disputando con il Chicago Fire l'incontro vinto 5-0 contro il Los Angeles FC.

## Statistiche

### Presenze e reti nei club
Statistiche aggiornate al 19 luglio 2025.
| Stagione              | Squadra               | Campionato            | Campionato | Campionato | Coppe nazionali | Coppe nazionali | Coppe nazionali | Coppe continentali | Coppe continentali | Coppe continentali | Altre coppe | Altre coppe | Altre coppe | Totale | Totale |
| Stagione              | Squadra               | Comp                  | Pres       | Reti       | Comp            | Pres            | Reti            | Comp               | Pres               | Reti               | Comp        | Pres        | Reti        | Pres   | Reti   |
| --------------------- | --------------------- | --------------------- | ---------- | ---------- | --------------- | --------------- | --------------- | ------------------ | ------------------ | ------------------ | ----------- | ----------- | ----------- | ------ | ------ |
| gen.-mag. 2017        | Atlanta United        | MLS                   | 0          | 0          | USOC            | 1               | 0               | -                  | -                  | -                  | -           | -           | -           | 1      | 0      |
| mag.-dic. 2017        | Charleston Battery    | USL                   | 6          | 1          | -               | -               | -               | -                  | -                  | -                  | -           | -           | -           | 6      | 1      |
| 2018                  | Atlanta United 2      | USL                   | 14         | 1          | -               | -               | -               | -                  | -                  | -                  | -           | -           | -           | 14     | 1      |
| 2018                  | Atlanta United        | MLS                   | 10+2       | 0          | USOC            | 2               | 0               | -                  | -                  | -                  | -           | -           | -           | 14     | 0      |
| 2019                  | Atlanta United        | MLS                   | 34         | 0          | USOC            | 5               | 1               | CCL                | 4                  | 0                  | CC          | 1           | 0           | 44     | 1      |
| 2020                  | Atlanta United        | MLS                   | 14         | 0          | -               | -               | -               | CCL                | 1                  | 0                  | MiB         | 3           | 0           | 18     | 0      |
| 2021                  | Atlanta United        | MLS                   | 26+1       | 1          | -               | -               | -               | CCL                | 4                  | 0                  | -           | -           | -           | 31     | 1      |
| 2022                  | Atlanta United        | MLS                   | 9          | 0          | USOC            | 1               | 0               | -                  | -                  | -                  | -           | -           | -           | 10     | 0      |
| 2023                  | Atlanta United        | MLS                   | 27+3       | 2          | -               | -               | -               | -                  | -                  | -                  | LC          | 2           | 0           | 32     | 2      |
| Totale Atlanta United | Totale Atlanta United | Totale Atlanta United | 120+6      | 3          |                 | 9               | 1               |                    | 9                  | 0                  |             | 6           | 0           | 150    | 4      |
| 2024                  | FC Cincinnati         | MLS                   | 25+3       | 1          | USOC            | 0               | 0               | CCC                | 3                  | 0                  | LC          | 2           | 0           | 33     | 1      |
| 2025                  | FC Cincinnati         | MLS                   | 18         | 1          | USOC            | 0               | 0               | CCC                | 4                  | 0                  | LC          | 0           | 0           | 22     | 1      |
| Totale FC Cincinnati  | Totale FC Cincinnati  | Totale FC Cincinnati  | 43+3       | 2          |                 | 0               | 0               |                    | 7                  | 0                  |             | 2           | 0           | 55     | 2      |
| Totale carriera       | Totale carriera       | Totale carriera       | 192        | 7          |                 | 9               | 1               |                    | 16                 | 0                  |             | 8           | 0           | 225    | 8      |

### Cronologia presenze e reti in nazionale
| Cronologia completa delle presenze e delle reti in nazionale ― Stati Uniti | Cronologia completa delle presenze e delle reti in nazionale ― Stati Uniti | Cronologia completa delle presenze e delle reti in nazionale ― Stati Uniti | Cronologia completa delle presenze e delle reti in nazionale ― Stati Uniti | Cronologia completa delle presenze e delle reti in nazionale ― Stati Uniti | Cronologia completa delle presenze e delle reti in nazionale ― Stati Uniti | Cronologia completa delle presenze e delle reti in nazionale ― Stati Uniti | Cronologia completa delle presenze e delle reti in nazionale ― Stati Uniti |
| Data                                                                       | Città                                                                      | In casa                                                                    | Risultato                                                                  | Ospiti                                                                     | Competizione                                                               | Reti                                                                       | Note                                                                       |
| -------------------------------------------------------------------------- | -------------------------------------------------------------------------- | -------------------------------------------------------------------------- | -------------------------------------------------------------------------- | -------------------------------------------------------------------------- | -------------------------------------------------------------------------- | -------------------------------------------------------------------------- | -------------------------------------------------------------------------- |
| 6-9-2019                                                                   | East Rutherford                                                            | Stati Uniti                                                                | 0 – 3                                                                      | Messico                                                                    | Amichevole                                                                 | -                                                                          | 58’                                                                        |
| 11-9-2019                                                                  | Saint Louis                                                                | Stati Uniti                                                                | 1 – 1                                                                      | Uruguay                                                                    | Amichevole                                                                 | -                                                                          | 65’                                                                        |
| 31-1-2021                                                                  | Orlando                                                                    | Stati Uniti                                                                | 7 – 0                                                                      | Trinidad e Tobago                                                          | Amichevole                                                                 | 1                                                                          |                                                                            |
| 9-6-2021                                                                   | Sandy                                                                      | Stati Uniti                                                                | 4 – 0                                                                      | Costa Rica                                                                 | Amichevole                                                                 | -                                                                          |                                                                            |
| 11-7-2021                                                                  | Kansas City                                                                | Stati Uniti                                                                | 1 – 0                                                                      | Haiti                                                                      | Gold Cup 2021 - 1º turno                                                   | -                                                                          |                                                                            |
| 15-7-2021                                                                  | Kansas City                                                                | Martinica                                                                  | 1 – 6                                                                      | Stati Uniti                                                                | Gold Cup 2021 - 1º turno                                                   | 1                                                                          |                                                                            |
| 18-7-2021                                                                  | Kansas City                                                                | Stati Uniti                                                                | 1 – 0                                                                      | Canada                                                                     | Gold Cup 2021 - 1º turno                                                   | -                                                                          |                                                                            |
| 25-7-2021                                                                  | Arlington                                                                  | Stati Uniti                                                                | 1 – 0                                                                      | Giamaica                                                                   | Gold Cup 2021 - Quarti di finale                                           | -                                                                          |                                                                            |
| 29-7-2021                                                                  | Austin                                                                     | Qatar                                                                      | 0 – 1                                                                      | Stati Uniti                                                                | Gold Cup 2021 - Semifinale                                                 | -                                                                          |                                                                            |
| 1-8-2021                                                                   | Paradise                                                                   | Stati Uniti                                                                | 1 – 0 dts                                                                  | Messico                                                                    | Gold Cup 2021 - Finale                                                     | 1                                                                          |                                                                            |
| 2-9-2021                                                                   | San Salvador                                                               | El Salvador                                                                | 0 – 0                                                                      | Stati Uniti                                                                | Qual. Mondiali 2022                                                        | -                                                                          |                                                                            |
| 5-9-2021                                                                   | Nashville                                                                  | Stati Uniti                                                                | 1 – 1                                                                      | Canada                                                                     | Qual. Mondiali 2022                                                        | -                                                                          |                                                                            |
| 8-9-2021                                                                   | San Pedro Sula                                                             | Honduras                                                                   | 1 – 4                                                                      | Stati Uniti                                                                | Qual. Mondiali 2022                                                        | -                                                                          |                                                                            |
| 7-10-2021                                                                  | Austin                                                                     | Stati Uniti                                                                | 2 – 0                                                                      | Giamaica                                                                   | Qual. Mondiali 2022                                                        | -                                                                          |                                                                            |
| 13-10-2021                                                                 | Columbus                                                                   | Stati Uniti                                                                | 2 – 1                                                                      | Costa Rica                                                                 | Qual. Mondiali 2022                                                        | -                                                                          |                                                                            |
| 12-11-2021                                                                 | Cincinnati                                                                 | Stati Uniti                                                                | 2 – 0                                                                      | Messico                                                                    | Qual. Mondiali 2022                                                        | -                                                                          | 59’, 89’                                                                   |
| 30-1-2022                                                                  | Hamilton                                                                   | Canada                                                                     | 2 – 0                                                                      | Stati Uniti                                                                | Qual. Mondiali 2022                                                        | -                                                                          |                                                                            |
| 2-2-2022                                                                   | Saint Paul                                                                 | Stati Uniti                                                                | 3 – 0                                                                      | Honduras                                                                   | Qual. Mondiali 2022                                                        | -                                                                          |                                                                            |
| 24-3-2022                                                                  | Città del Messico                                                          | Messico                                                                    | 0 – 0                                                                      | Stati Uniti                                                                | Qual. Mondiali 2022                                                        | -                                                                          | 9’                                                                         |
| 27-3-2022                                                                  | Orlando                                                                    | Stati Uniti                                                                | 5 – 1                                                                      | Panama                                                                     | Qual. Mondiali 2022                                                        | -                                                                          | 65’                                                                        |
| 30-3-2022                                                                  | San José                                                                   | Costa Rica                                                                 | 2 – 0                                                                      | Stati Uniti                                                                | Qual. Mondiali 2022                                                        | -                                                                          |                                                                            |
| 27-3-2023                                                                  | Orlando                                                                    | Stati Uniti                                                                | 1 – 0                                                                      | El Salvador                                                                | CONCACAF Nations League 2022-2023 - 1º turno                               | -                                                                          |                                                                            |
| 15-6-2023                                                                  | Paradise                                                                   | Stati Uniti                                                                | 3 – 0                                                                      | Messico                                                                    | CONCACAF Nations League 2022-2023 - Semifinale                             | -                                                                          | 63’ 81’                                                                    |
| 18-6-2023                                                                  | Paradise                                                                   | Canada                                                                     | 0 – 2                                                                      | Stati Uniti                                                                | CONCACAF Nations League 2022-2023 - Finale                                 | -                                                                          |                                                                            |
| 2-7-2023                                                                   | Charlotte                                                                  | Stati Uniti                                                                | 6 – 0                                                                      | Trinidad e Tobago                                                          | Gold Cup 2023 - 1º turno                                                   | -                                                                          | 46’                                                                        |
| 9-7-2023                                                                   | Cincinnati                                                                 | Stati Uniti                                                                | 2 – 2 dts (3 – 2 dtr)                                                      | Canada                                                                     | Gold Cup 2023 - Quarti di finale                                           | -                                                                          | 90’                                                                        |
| 12-7-2023                                                                  | San Diego                                                                  | Stati Uniti                                                                | 1 – 1 dts (4 – 5 dtr)                                                      | Panama                                                                     | Gold Cup 2023 - Semifinale                                                 | -                                                                          | 86’                                                                        |
| 12-9-2023                                                                  | Saint Paul                                                                 | Stati Uniti                                                                | 4 – 0                                                                      | Oman                                                                       | Amichevole                                                                 | -                                                                          |                                                                            |
| 17-10-2023                                                                 | Nashville                                                                  | Stati Uniti                                                                | 4 – 0                                                                      | Ghana                                                                      | Amichevole                                                                 | -                                                                          |                                                                            |
| 20-1-2024                                                                  | San Antonio                                                                | Stati Uniti                                                                | 0 – 1                                                                      | Slovenia                                                                   | Amichevole                                                                 | -                                                                          | cap.                                                                       |
| 21-3-2024                                                                  | Arlington                                                                  | Stati Uniti                                                                | 3 – 1 dts                                                                  | Giamaica                                                                   | CONCACAF Nations League 2023-2024 - Semifinale                             | -                                                                          |                                                                            |
| 15-10-2024                                                                 | Guadalajara                                                                | Messico                                                                    | 2 – 0                                                                      | Stati Uniti                                                                | Amichevole                                                                 | -                                                                          |                                                                            |
| 18-1-2025                                                                  | Fort Lauderdale                                                            | Stati Uniti                                                                | 3 – 1                                                                      | Venezuela                                                                  | Amichevole                                                                 | -                                                                          | cap.                                                                       |
| 23-1-2025                                                                  | Orlando                                                                    | Stati Uniti                                                                | 3 – 0                                                                      | Costa Rica                                                                 | Amichevole                                                                 | -                                                                          | 40’ 59’                                                                    |
| 7-6-2025                                                                   | East Hartford                                                              | Stati Uniti                                                                | 1 – 2                                                                      | Turchia                                                                    | Amichevole                                                                 | -                                                                          | 46’                                                                        |
| 15-6-2025                                                                  | San Jose                                                                   | Stati Uniti                                                                | 5 – 0                                                                      | Trinidad e Tobago                                                          | Gold Cup 2025 - 1º turno                                                   | -                                                                          | 87’                                                                        |
| 19-6-2025                                                                  | Austin                                                                     | Arabia Saudita                                                             | 0 – 1                                                                      | Stati Uniti                                                                | Gold Cup 2025 - 1º turno                                                   | -                                                                          | 88’                                                                        |
| Totale                                                                     |                                                                            | Presenze                                                                   | 37                                                                         |                                                                            | Reti                                                                       | 3                                                                          |                                                                            |

## Palmarès

### Club

#### Competizioni nazionali
- Campionato MLS: 1

Atlanta United: 2018
- Lamar Hunt U.S. Open Cup: 1

Atlanta United: 2019

#### Competizioni internazionali
- Campeones Cup: 1

2019

### Nazionale
- Gold Cup: 1

Stati Uniti 2021
- CONCACAF Nations League: 2

2022-2023, 2023-2024

### Individuale
- MLS Best XI: 2

2019, 2021